# Asyndetus appendiculatus
Asyndetus appendiculatus is een vliegensoort uit de familie van de slankpootvliegen (Dolichopodidae). De wetenschappelijke naam van de soort is voor het eerst geldig gepubliceerd in 1869 door Friedrich Hermann Loew.